# Eisenhowerdoctrine

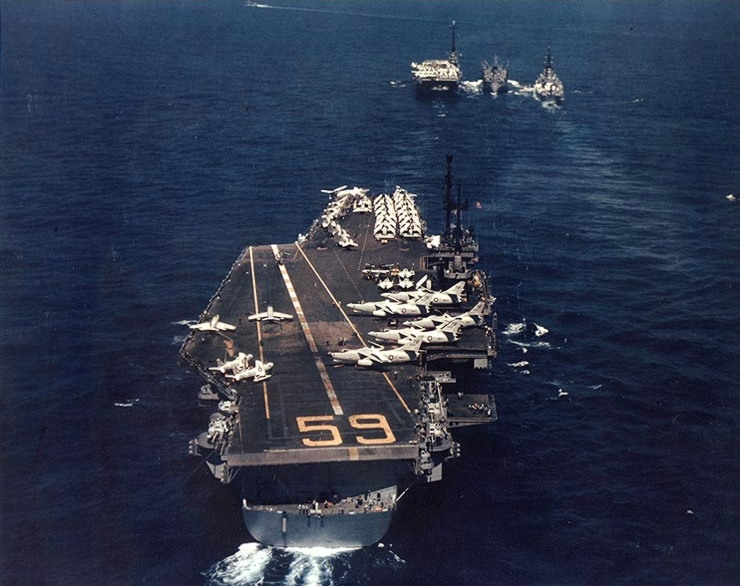
Het vliegdekschip USS Forrestal in de Middellandse Zee tijdens de Jordaniëcrisis, 29 april 1957.

De eisenhouwerdoctrine hield in dat de Verenigde Staten hun strijdkrachten in zullen zetten ter bescherming van de territoriale en politieke onafhankelijkheid van de landen in het Midden-Oosten. Het omvatte verder een programma van militaire en economische hulp. De doctrine was bedoeld tegen de groeiende invloed van de Sovjet-Unie en het communisme in het Midden-Oosten.
De doctrine werd in een speciale boodschap op 5 januari 1957 door president Eisenhower voorgelegd aan het Amerikaans Congres. Het kreeg op 30 januari 1957 de goedkeuring van het Huis van Afgevaardigden en op 5 maart van de Senaat. De doctrine werd in praktijk gebracht in april 1957 toen de naar de Middellandse Zee opgestoomde Zesde Vloot Israël, Syrië en Irak ervan moest weerhouden in te grijpen in een crisis in Jordanië. In de zomer van 1958 verleenden Amerikaanse militairen steun aan de Libanese regering tijdens de Libanoncrisis.